# Dünya
Dünya (тур. Дюнья — «Мир») — турецкая газета. Основана 1 марта 1952 года Фалихом Рыфкы Атаем.
Газета публикует статьи об экономике и политике. Фалих Рыфкы Атай управлял газетой до своей смерти в 1971 году, после чего газета перешла под управление Бедии Фаика, который позже продал её Ихсану Алтынелю. В 1976 году газету возглавил Бейхан Дженкчи, а в 1979 году газета перешла к Hürriyet. В 1981 году газету приобрёл Незих Демиркент. В настоящее время газетой управляет его дочь — Дидем Демиркент.